# Franciszek Nowak (polityk)
Franciszek Nowak (ur. 6 stycznia 1915 w Jastrowie, zm. 6 sierpnia 2003 w Poznaniu) – polski działacz związkowy i partyjny, poseł na Sejm PRL VI, VII i VIII kadencji.

## Życiorys
Syn Bartłomieja i Józefy. W latach 1930–1937 pracował dorywczo. Przystąpił w tym czasie do Komunistycznej Partii Polski. W 1937 powołano go do służby wojskowej w Poznaniu, gdzie służył w 7 Dywizji Artylerii Konnej. Uczestniczył w obronie Warszawy w 1939. Później został skierowany do pracy jako ślusarz w należącej do koncernu Deutsche Waffen und Munitionsfabrik fabryce Hipolita Cegielskiego w Poznaniu. W 1942 organizował w tym mieście struktury Polskiej Partii Robotniczej, zasiadając w egzekutywie jej Komitetu Miejskiego. W 1943 był jednocześnie sekretarzem Komitetu Fabrycznego PPR. W 1944 został aresztowany przez Gestapo za działalność konspiracyjną, po czym przebywał w obozach w Żabikowie i w Mauthausen, a od 1945 do 1946 na kuracji w ZSRR. W latach 1946–1950 pracował jako kierownik magazynów w Państwowej Centrali Handlowej. Ukończył dwa lata Wydziału Prawa Uniwersytetu im. Adama Mickiewicza w Poznaniu, a także dwuletnią Szkołę Partyjną przy KC PZPR.
W 1948 wraz z PPR przystąpił do Polskiej Zjednoczonej Partii Robotniczej, w której do 1952 nadal zasiadał w egzekutywie KM w Poznaniu. Od 1947 do 1949 pełnił kolejno w PPR i PZPR funkcję sekretarza Podstawowej Organizacji Partyjnej, będąc także członkiem Komitetu Dzielnicowego Poznań-Stare Miasto. W latach 1950–1952 był wiceprzewodniczącym Wojewódzkiej Komisji Kontroli Partyjnej PZPR w Poznaniu, a następnie do 1955 przewodniczącym WKKP w Bydgoszczy, gdzie do 1954 zasiadał jednocześnie w egzekutywie Komitetu Wojewódzkiego. W latach 1954–1980 był delegatem na zjazdy PZPR (od II do VIII). Od 1955 do 1956 był starszym instruktorem Centralnej KPP, a następnie do 1981 jej członkiem, jednocześnie w latach 1957–1980 przewodnicząc WKKP w Poznaniu. Poseł na Sejm PRL w latach 1972–1985.
Pochowany 11 sierpnia 2003 na cmentarzu Junikowo w Poznaniu.

## Odznaczenia
- Order Sztandaru Pracy I klasy
- Order Sztandaru Pracy II klasy
- Krzyż Oficerski Orderu Odrodzenia Polski
- Order Krzyża Grunwaldu III klasy